# Huperzia arctica
Huperzia arctica là một loài thực vật có mạch trong Họ Thạch tùng. Loài này được Sipliv. mô tả khoa học đầu tiên.

## Hình ảnh

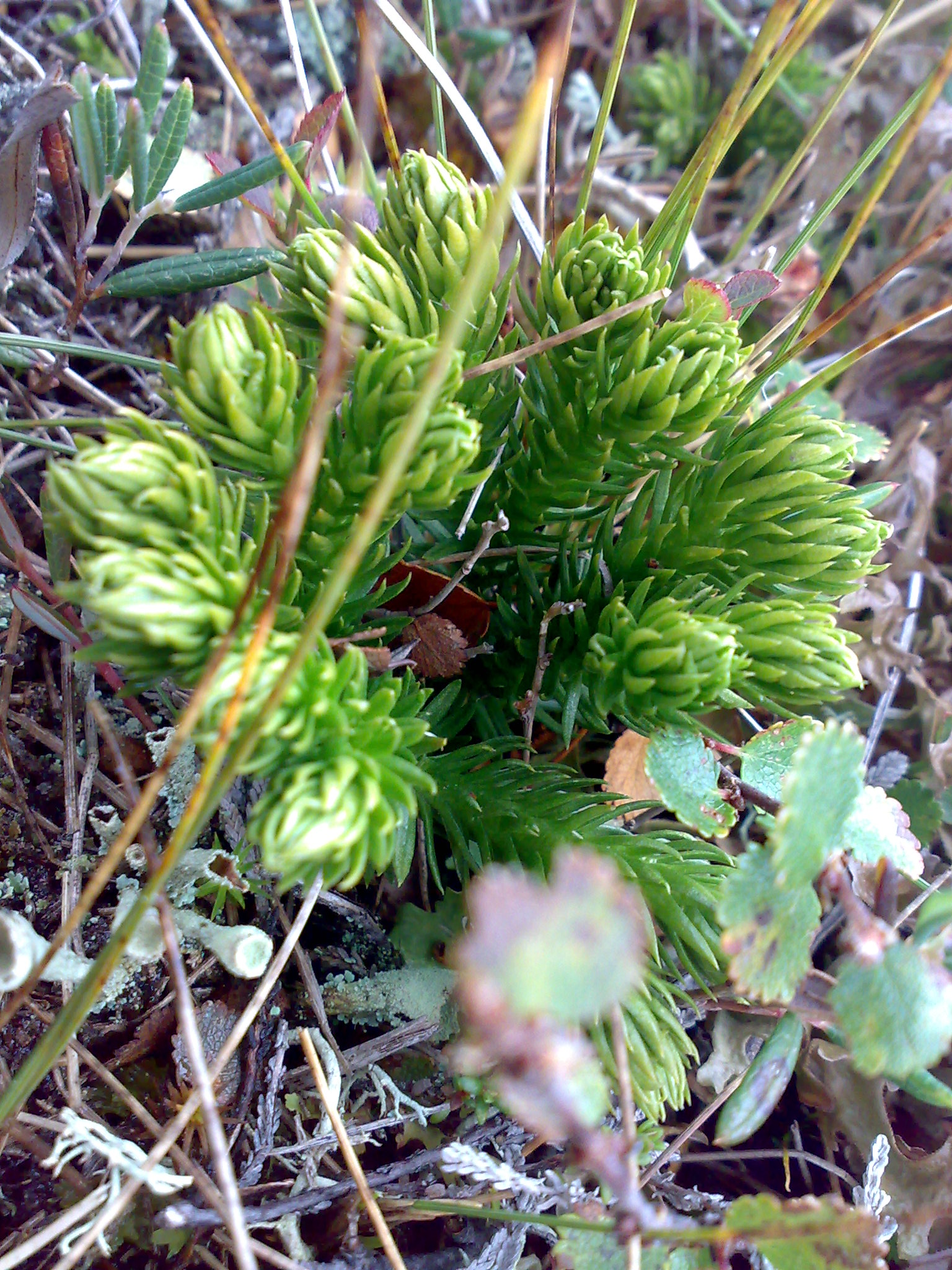
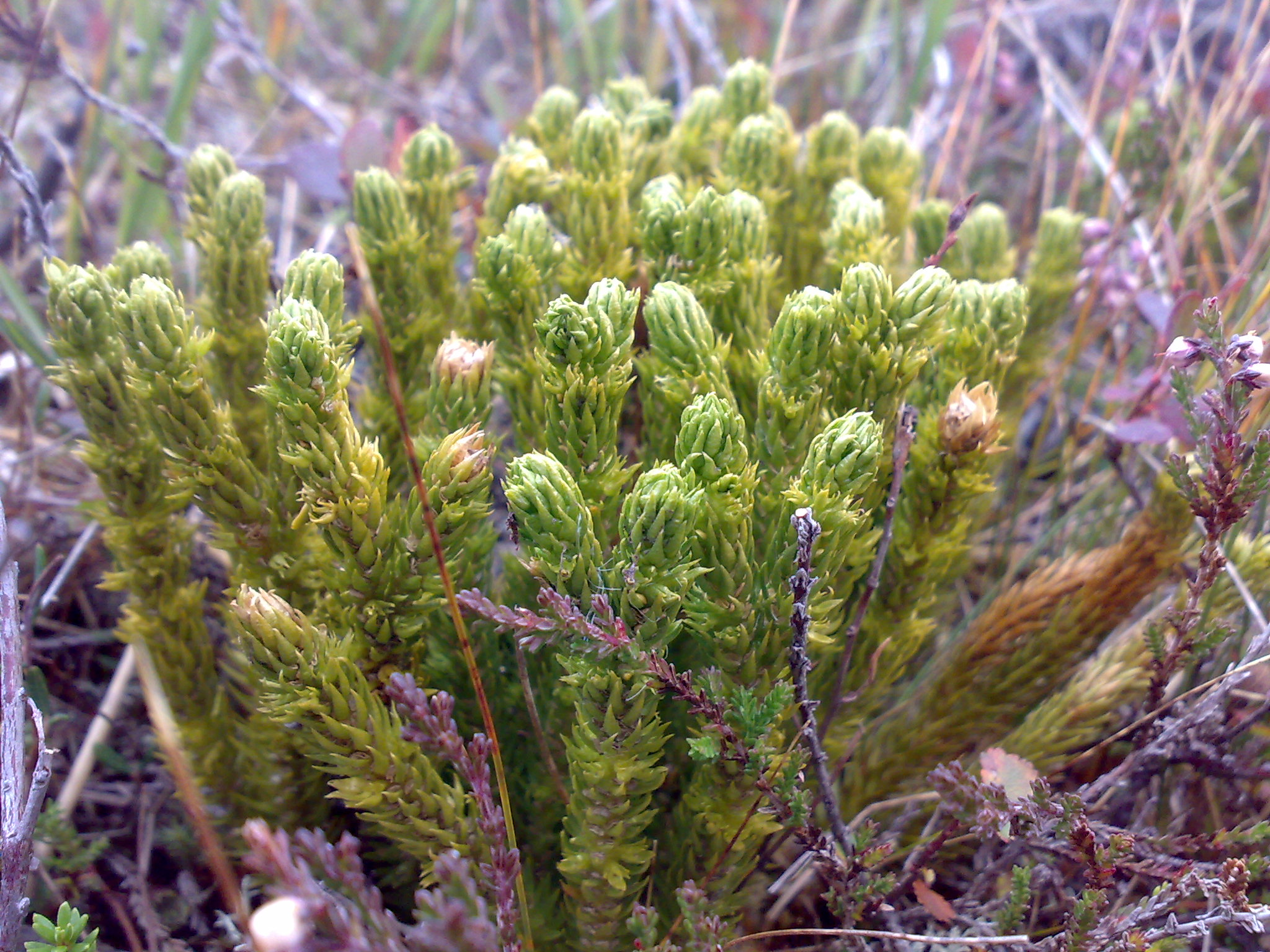